# Panta Rei
"Panta Rei" je debutové album srbské zpěvačky Jeleny Tomašević.
Panta Rei obsahuje píseň "Jutro", se kterou se účastnila národního kola Beovizija 2005 (1. místo) a následně Evropesma 2005, kde umístila druhá. Také obsahuje vítěznou skladbu "Oro", se kterou reprezentovala Srbsko na Eurovision Song Contest 2008. Panta Rei bylo vydáno v říjnu 2008. Během udílení cen při srbském národním kole Beovizija 2008 byla albu udělena cena za Nejlepší album roku.

## Seznam stop
| #  | Název                                 | Délka | Poznámka                                                                                                 |
| -- | ------------------------------------- | ----- | --- |
| 1  | "Panta Rei"                           | 4:12  | |
| 2  | "Košava" (Кошава)                     | 3:40  | |
| 3  | "Okeani" (Океани)                     | 2:59  | |
| 4  | "Ako opet odlaziš" (Ако опет одлазиш) | 4:41  | |
| 5  | "Med i žaoka" (Мед и жаока)           | 4:51  | |
| 6  | "Oro" (Оро)                           | 5:11  | Featuring Bora Dugić. Výhra v národním kole Beovizija 2008. Šesté místo na Eurovision Song Contest 2008. |
| 7  | "Ne dam na tebe" (Не дам на тебе)     | 4:20  | |
| 8  | "Nema koga" (Нема кога)               | 3:31  | Je obsažena ve filmu Ivkova Slava                                                                        |
| 9  | "Zovi me danima" (Зови ме данима)     | 3:48  | |
| 10 | "Jutro" (Јутро)                       | 3:06  | Druhé místo v národním kole Evropesma 2005.                                                              |
| 11 | "Noćas dođi mi" (Ноћас дођи ми)       | 3:18  | |
| 12 | "Minha dor"                           | 3:03  | Portugalská verze písně "Oro", bonusová stopa                                                            |
| 13 | "Έλα αγάπη (Ela agapi)"               | 3:06  | Řecká verze písně "Oro", bonusová stopa                                                                  |
| 14 | "Adiós amor"                          | 3:04  | Španělská verze písně "Oro", bonusová stopa                                                              |
| 15 | "Oro (House remix)"                   | 5:39  | House remixová verze písně "Oro", bonusová stopa                                                         |